# Bellinckhof
Bellinckhof is een landhuis in Almelo, gebouwd in de jaren twintig van de 20e eeuw door de textielfabrikant Ten Cate.
De naam Bellinckhof is ontleend aan de voormalige havezate die vroeger op ongeveer 500 meter ten zuidoosten van het huidige huis heeft gestaan. De havezate was een borchleen van Huis Almelo en werd bewoond door het geslacht Bellinckhave en vanaf 1758 door huwelijk door de familie Du Tour. Nadat deze familie zich had gevestigd op landgoed De Woesten te Weerselo, werd het oude huis gesloopt.

## Het huis
In 1913 kocht Johannes ten Cate de gronden aan de Wierdensestraat om er een landhuis te bouwen. In navolging van fabrikanten elders in Twente wilde ook hij zich met zijn gezin buiten de stad vestigen. Enkele bijgebouwen van de oude havezate bleven nog tot in de jaren twintig van de 20e eeuw bestaan, toen moesten ook zij voor een uitbreiding van het park verdwijnen. In 1917 gaf hij de architect Karel Muller opdracht een landhuis voor hem te ontwerpen in neoclassicistische stijl. Dit type landhuis werd destijds zeer gewaardeerd door zijn deftig en voornaam karakter. Karel Muller ontwierp in eerste instantie een blokvormig huis. Dit ontwerp kon schijnbaar echter niet geheel de instemming van de opdrachtgever krijgen zodat ook de architect Johan Wilhelm Hanrath bij het volgende ontwerp werd betrokken. Nu ontstond een huis op I-vormige grondslag dat duidelijke Engelse invloeden vertoont. Deze bouwstijl wordt ook wel de Um 1800 bouwstijl genoemd. In de woning is een zandstenen gedenksteen geplaatst, met in reliëf: Deze steen werd gelegd door Egbert ten Cate oud vijf jaar oktober 1919. Bij het huis horen twee identieke dienstwoningen, pandjes zonder verdieping onder schilddaken en een koetshuis met dienstwoning. Het laatste is eveneens een eenlagig pand met een pannen zadeldak en diverse architectonische stijlkenmerken in de vormgeving. Het huis en park zijn niet toegankelijk. De eetkamer is betimmerd met mahoniehout, de hal heeft een zwart-geaderde witte marmeren vloer en de zaal is van groene betimmering voorzien met roze zijde en behangen met familieportretten van de Ten Cates.
Op Dolle Dinsdag, 5 september 1944, vluchtte NSB-oprichter Anton Mussert naar het landhuis. Naar verluidt heeft hij hier een korte periode zijn werk uitgevoerd voorafgaand aan zijn arrestatie in Den Haag op 7 mei 1945.
Het huis wordt nu bewoond door het gezin van bankier mr. Egbert ten Cate, tevens kamerheer in Overijssel. Op 1 november 2014 woedde er een brand in het huis die het tijdelijk onbewoonbaar maakte.

## Park
Aan de bekende tuin- en landschapsarchitect Leonard Springer werd verzocht een ontwerp voor het omringende park te maken. Het uitgangspunt van zijn ontwerp was dat het huis en het omringende park één geheel moesten vormen. Om dit te bereiken ontwierp hij achter het huis een hierbij aansluitende geometrische tuin met rozenperken en loodrecht op het huis aanlopende paden. Verder verwijderd van het huis werd, hierbij gebruikmakend van aanwezige natuurlijke elementen, voor een landschappelijke aanleg gekozen met slingerende paden, boomgroepen en waterpartijen. Ook de uitbreiding van het park in 1926 was van de hand van Springer. De keuze voor Springer als landschapsarchitect had als plezierige bijkomstigheid dat deze goed bevriend was met de architect Karel Muller. Vermoedelijk speelde hun beider verwantschap met de familie Gelderman uit Oldenzaal hierbij een grote rol, het maatschappelijke kringetje was destijds beperkt en zo ontmoette je elkaar als vanzelf weleens. Deze relatie bood de gelegenheid tot een samenwerking die kon leiden tot optimale omstandigheden om de beide ontwerpen op elkaar af te stemmen. Ook op andere plaatsen in Twente had dit reeds tot fraaie resultaten geleid. Diverse ontwerpen van Karel Muller werden omgeven door parkontwerpen van Springer. Hoewel de parkaanleg van de Bellinckhof in de loop der jaren sterk vereenvoudigd is, de rozenperken met de omringende paden werden vervangen door gazon, blijft het park nog steeds een fraai geheel vormen met het huis.
Huis Almelo · Backenhagen · Bellinckhof · Beugelskamp · Beverfeurde · Hof te Boekelo · Borgbeuningen · Brecklenkamp · Huis Diepenheim · Dubbelink · Eeshof · Elsen · Everlo · Eversberg · Grimberg · Grotenhuis · Hagmeule · Heeckeren · Huis Hengelo · Herinckhave · Hoikink · Kevelham · Nijenhuis · Noorddeurningen · Oldemeule · Oldenhof · Olidam · Oosterhof · Huis te Ootmarsum · Pekkedam · Huis Saasveld · Scherpenzeel · Singraven · Stoevelaar · Twickel · Warmelo · Weemselo · Wegdam · Weldam · Weleveld · Westerflier · Woeste
Den Aalshorst · Den Alerdinck · Huis Almelo · Arkelstein · Averbergen · Azoelen · Backenhagen · Bellinckhof · Den Berg · Huis Bergentheim · Beugelskamp · Beverfeurde · Blankena · Hof te Boekelo · Borgbeuningen · Havezate Boskamp · Boxbergen · Havezate Brecklenkamp · Bredenhorst · Buckhorst · Campherbeek · Colckhof · Den Dam · Huis Diepenheim · Dingshof · Dubbelink · Kasteel Eerde · Egede · Havezate Elsen · Everlo · Landgoed Frieswijk · Glinthuis · Huis Gramsbergen · Grimberg · Grotenhuis · De Haere · Haerst · Hagmeule · Slot Hardenberg · Huis Heeckeren · Huis Hengelo · Herxen · Hofstede · Hogenhof · Hondeborg · Katenhorst · Kevelham · Kranenburg · De Kuile · Het Laar · Leemcule · Luttenberg · Mataram · Mennigjeshave · Nijenhuis (Diepenheim) · Nijenhuis (Olst-Wijhe) · Oldemeule · Olidam · Oosterhof · Huis te Ootmarsum · Den Ordel · Pekkedam · Pothof · Rande · Kasteel Rechteren · Het Reelaer · Rhaan · Rutenberg · Huis Saasveld · Havezate Schoonheten · Havezate Schuilenburg · Singraven · Stoevelaar · Kasteel Toutenburg · Twickel · Vechterweerd · Venebrugge · Kasteel Voorst · Warmelo · Wegdam · Weldam · Weleveld · Huis Werkeren · Westerflier · Wittenstein · Zuthem